# Драма (град)
Драма (грч. Δράμα) је град и седиште истоимене општине и округа, на северозападу периферије Источна Македонија и Тракија, Грчка.

## Назив града
Верује се да је назив изведен од речи „Хидрама“ (Hydrama) у грчком значењу „место пуно воде“, јер је крај изузетно богат токовима за грчке услове.

## Природни услови
Драма се налази у источном делу грчке Македоније, у долини истоимене речице. Источно и северно од града пружају се планине Боздаг. Јужно од града пружа се долина до не тако удаљеног Егејског мора (око 35 km). Клима у граду је измењено средоземна, са топлим летима и хладним зимама.

## Историја
У околини града Драме откривени остаци праисторијског човека. Током старогрчког времена постојало је мање насеље на месту данашњем града Драме. Током римског времена ово насеље је знатно напредовало, пре свега захваљујући добром положају на путу Игњација. На крају овог раздобља је дошло до провале варвара на подручје Драме, па је млада византијска држава од Драме направила знатно утврђење.
1383. године подручје Драме су заузеле Османлије. Удео хришћана је брзо опадао у следећим вековима, па су већ у 16. веку муслимани чинили око 40% месног становништва. Тада су се појавили и Јевреји. Током 18. и 19. века десио се пораст производње, а у вези са тим и становништва, највише муслиманског. У 19. веку најважнија гајена култура је постао дуван, а у граду се развила индустрија везана за дуван.
Током 20. века у подручју Драме десиле су се знатне промене. 1912. Првим балканским ратом до тад турско подручје је постало део савремене Грчке, али је већ следеће године (1913.) град био под кратком бугарском окупацијом, а затим враћен Грчкој. После тога, услед Грчко-турског рата 1922-23. године, дошло је до исељавања Турака и досељавања Грка из Мале Азије. Ово је довело до великих промена у структури становништва и оно је после ових дешавања постало хомогено, искључиво грчко.

## Становништво
Према бугарском географу и историчару, Василу Канчову, у Драми је 1900. године живело 6.300 Турака, 1.500 Грка, 350 Словена хришћана, 300 Аромуна, 240 Рома и остали. Године 1923. турско становништво је принудно исељено у Турску а на њихово место је насељено 22.601 грчка избеглица из Турске и Бугарске. На попису из 1928. године Драма је имала 29.339 становника.
Данас становништво углавном чине Грци. Многи Грци воде порекло од избеглица из Мале Азије. У последња три пописа кретање становништва било је следеће:
| 1981.  | 1991.  | 2001.  | 2021.  |
| ------ | ------ | ------ | ------ |
| 37.118 | 37.604 | 42.501 | 43.445 |

## Привреда
У граду су развијене текстилна, прехрамбена и папирна индустрија. У последње време развија се екотуризам, захваљујући нетакнутој природи на околним планинама. На оближњој планини Фалакро налази се и савремен скијашки центар.

## Познате личности
- Наташа Теодориду, грчка певачица
- Параскевас Анцас, бивши грчки фудбалер
- Стратос Перпероглу, бивши грчки кошаркаш
- Ана Коракаки, грчка спортискиња у стрељаштву